# Hydroaminierung
Die Hydroaminierung ist eine Reaktion in der organischen Chemie, die mit ausgezeichneter Atomökonomie abläuft.
Dabei entstehen durch formale Addition eines sekundären Amins an Kohlenstoff-Kohlenstoff-Mehrfachbindungen tertiäre Amine. Dabei können als Edukte Alkene oder Alkine eingesetzt werden, die mit dem Amin reagieren:
Die Hydroaminoalkylierung primärer Amine ist bisher auf die intramolekulare titankatalysierte Ringschlussreaktion von ω-Aminoalkenen beschränkt:
Mit der Hydroaminierung eng verwandt ist die Hydrohydrazinierung von Alkinen. In diesem Fall wird durch die Addition eines Hydrazins an ein alkyliertes Hydrazon gebildet.
Solche Reaktionen laufen oft durch Katalyse mit Übergangsmetall-Katalysatoren ab. Dafür haben sich besonders die frühen Übergangsmetalle der Titangruppe als geeignet gezeigt.